# Negócio da China
Negócio da China é uma telenovela brasileira produzida e exibida pela TV Globo de 6 de outubro de 2008 a 13 de março de 2009, em 136 capítulos. Substituiu Ciranda de Pedra e foi substituída por Paraíso, sendo a 72ª "novela das seis" exibida pela emissora.
Escrita por Miguel Falabella, com colaboração de Flávio Marinho e Antônia Pellegrino, teve direção de Tande Bressane, Flávia Lacerda e Marco Rodrigo. A direção geral foi de Mauro Mendonça Filho, e a direção de núcleo foi de Roberto Talma.
Contou com Grazi Massafera, Ricardo Pereira, Thiago Fragoso, Fernanda de Freitas, Juliana Didone, Luciana Braga, Natália do Valle, Herson Capri, Fernanda Rodrigues, Anderson Lau, Jui Huang e Bruna Marquezine nos papéis principais.

## Enredo
Na China, Liu roubou um bilhão de euros de um cassino – sem saber que pertencia à máfia chinesa – através de uma transação digital, cujos dados foram gravados em um pen drive. Perseguido, ele foge para Portugal e o dispositivo acaba na mala de João, que está se mudando para o Brasil, fazendo com que o rapaz também tenha que viajar ao país para tentar recuperá-lo. Ele vai morar no Parque das Nações, no subúrbio do Rio de Janeiro, onde se apaixona pela lutadora de artes marciais Flor de Lys, mas os dois tem que enfrentar Wu, um mercenário chinês que também quer o dinheiro e dar um fim no hacker. Além disso, há também Stelinha, que volta ao país após anos morando na Ásia, onde se uniu a uma outra facção chinesa que também deseja e fortuna, além de rivalizar com Flor no tatame.
Enquanto isso, João se apaixona por Lívia, que batalha para criar sozinha o filho Théo, fruto de um casamento conturbado com Heitor, cujas mães Luli e Suzete infernizaram os dois até se separarem. Após Heitor ser assassinado – por descobrir sobre o pen drive –, a moça passa a viver o romance com João, mas também é assediada e perseguida pelo psicótico Ramiro. Na reta final, o relacionamento fica abalado com a aproximação de Lívia com o médico Otávio, que se encanta por ela. Filho de Julia em uma inseminação artificial, Diego passou a vida tentando descobrir quem é seu pai e, aos poucos, chega até Adriano. O rapaz namora Antonella, mas o casal enfrenta as armações de Celeste, moça ambiciosa que vê a chance de sair do subúrbio, sendo modelo e também o primeiro amor de Diego, não admitindo perdê-lo.

## Elenco
| Intérprete          | Personagem                   |
| ------------------- | ---------------------------- |
| Grazi Massafera     | Lívia Noronha                |
| Ricardo Pereira     | João Viegas                  |
| Natália do Valle    | Júlia Dumas Fontanera        |
| Herson Capri        | Adriano Fontanera            |
| Luciana Braga       | Denise Dumas                 |
| Bruna Marquezine    | Flor de Lys Silvestre        |
| Jui Huang           | Liu Chuang                   |
| Thiago Fragoso      | Diego Dumas Fontanera        |
| Fernanda Rodrigues  | Stela Falcão (Stelinha)      |
| Anderson Lau        | Wu Chuang                    |
| Fernanda de Freitas | Antonella Bertazzi           |
| Juliana Didone      | Maria Celeste Moreira        |
| Rodrigo Mendonça    | Ramiro Rubem / Danilo Freire |
| Eliana Rocha        | Luli Maria Alonso            |
| Yoná Magalhães      | Suzete Noronha               |
| Francisco Cuoco     | Evandro Fontanera            |
| Nathalia Timberg    | Augusta Dumas                |
| Ney Latorraca       | Edmar Silvestre              |
| Leona Cavalli       | Maralanis Silvestre          |
| Bia Nunnes          | Matilde Fontanera            |
| Oscar Magrini       | Mauro Bertazzi               |
| Vera Zimmerman      | Joelma Bertazzi              |
| Xuxa Lopes          | Abigail                      |
| Jandir Ferrari      | Alaor                        |
| Zezeh Barbosa       | Semiramís                    |
| Cláudia Jimenez     | Violante Gonçalves           |
| Joaquim Monchique   | Belarmino Moreira            |
| Carla Andrino       | Carminda Viegas Moreira      |
| Maria Vieira        | Aurora Viegas                |
| Raoni Carneiro      | Heraldo Alonso (Heraldinho)  |
| Duse Nacaratti      | Tia Saudade                  |
| Thelma Reston       | Olímpia                      |
| Frederico Reuter    | Zé Boneco                    |
| Déborah Kalume      | Edilza                       |
| Cláudia Netto       | Dalva Falcão                 |
| Sandro Christopher  | Odilon Falcão                |
| Maria Gladys        | Lucivone                     |
| Débora Olivieri     | Aldira                       |
| Josie Antello       | Lausanne                     |
| Dudu Pelizzari      | Antônio José Moreira (Tozé)  |
| Izabella Bicalho    | Zuleika                      |
| Bruce Gomlevsky     | Nereu                        |
| Élida L'Astorina    | Vera                         |
| Luciana Mizutani    | Suyan                        |
| Chao Chen           | Zedong Yao                   |
| Elder Gatelli       | Jasão                        |
| Renata Vilela       | Dra. Myrna                   |
| Nil Neves           | Isidoro                      |
| Ernesto Xavier      | Tamuz                        |
| Eike Duarte         | Théo Noronha Alonso          |

### Participações especiais
| Intérprete         | Personagem              |
| ------------------ | ----------------------- |
| Fábio Assunção     | Heitor Alonso           |
| Dalton Vigh        | Dr. Otávio Della Riva   |
| Antônio Fagundes   | Ernesto Dumas Fontanera |
| Sérgio Loroza      | Detetive Adílson        |
| Débora Lamm        | Mariete Gonçalves       |
| Luca de Castro     | Donato                  |
| Cacau Hygino       | Pedro                   |
| Victor Pecoraro    | Felisberto              |
| Ellen Roche        | Laura                   |
| Alexandre Zacchia  | Zeílson                 |
| Inez Vianna        | Dóris                   |
| Bruno Fagundes     | Jander                  |
| Élida Muniz        | Natália                 |
| Chico Tenreiro     | Juiz de Paz             |
| Murilo Grossi      | Othon                   |
| Alby Ramos         | Avelino                 |
| Amélia Bittencourt | Clarice                 |
| Isaac Bardavid     | Homero                  |

## Produção
Originalmente, a novela recebeu o título de Muralha da China, sendo alterado logo após. A história teve, como cenário, as cidades brasileiras de São Paulo e do Rio de Janeiro, além das chinesas Macau e Hong-Kong bem como a capital portuguesa Lisboa. Miguel Falabella fez uma homenagem a Dercy Gonçalves. A personagem Violante Gonçalves, interpretada por Claudia Jimenez, é uma vigarista que estrelou um filme nos anos 60 em que se chamava Violante ("Dona Violante Miranda").

### Escolha do elenco
|                                                                                              |  |  |
| A novela teve suas cenas iniciais gravadas em Hong Kong, na China, e em Lisboa, em Portugal. |  |  |

Flávia Alessandra foi convidada para interpretar Lívia, porém recusou por ter acabado de emendar três novelas e precisar de férias. Alinne Moraes foi convidada logo após, porém acabou recusando o papel também, uma vez que estaria em Viver a Vida, novela das oito que estrearia no ano seguinte. Angélica foi a terceira opção dos autores, visando reabilitar sua carreira de atriz na televisão, a qual não tinha dado continuidade desde a novela Um Anjo Caiu do Céu, em 2001, porém a apresentadora recusou, uma vez que ainda estava de licença-maternidade. Após esgotar-se as opções originais, Juliana Baroni, Guilhermina Guinle e Grazi Massafera fizeram os testes, sendo que a terceira ficou como papel.
Anderson Lau interpretaria originalmente o protagonista Liu Chuang, porém o ator quebrou o pé nos ensaios e acabou sendo substituído por Jui Huang. Anderson foi incluído na trama como o antagonista principal, Wu Chuang, entrando após se recuperar do acidente. Reynaldo Gianecchini foi convidado para interpretar Diego, porém recusou por estar viajando o Brasil com a peça teatral Doce Deleite, sendo substituído por Thiago Fragoso. Para interpretar o personagem, Thiago começou a fazer aulas de Kung Fu e artes marciais. Thiago Lacerda foi anunciado como Otávio, porém como ele também estava selecionado para um dos personagens centrais de Viver a Vida a direção preferiu afastá-lo para poupar sua imagem, dando o personagem para Dalton Vigh. Maria Rueff foi convidada para interpretar Cremilda, porém teve que recusar devido a compromissos no teatro, sendo substituída por Carla Andrino. A atriz Claudia Jimenez recusou um papel garantido na novela das oito da emissora, Caminho das Índias, de Glória Perez, como a secretária Wal (interpretada por Rosane Gofman). Duas semanas depois do acontecido, Cláudia aceitou o papel de Violante Gonçalves na novela de Falabella, com quem tinha trabalhado anteriormente, mais precisamente, em 1996, na série Sai de Baixo. As primeiras cenas da personagem foram ao ar no dia 12 de dezembro de 2008. Na trama, Fernanda Rodrigues interpretou sua primeira vilã, Stelinha. As primeiras cenas da personagem foram ao ar em 25 de dezembro de 2008.

### Temáticas
A trama abordou o atletismo por meio dos praticantes de kung fu, praticados por Liu, Flor de Lys, Théo, Wu Chuang, Edilza, Jasão, Suyan, Diego, Stelinha, Tamuz, Tozé e Heraldinho. As doenças abordadas foram as de corpo (como o tumor Cardíaco do personagem Théo) e as mentais como psicopatia e loucura, por meio dos personagens Denise e Ramiro. Vários tipos de romances foram mostrados, incluindo romance entre pessoas de diferentes classes sociais, diferença racial, relacionamentos entre pessoas de diferentes idades, triângulo amoroso, inseminação artificial, traição, e obsessão compulsiva. Além disso, a história abordou diversos tipos de crimes, incluindo roubo milionário, sequestro, maus tratos, falsidade ideológica, assassinato, máfia Chinesa, vandalismo, tentativa de homicídio e agressão física.

### Saída de Fábio Assunção
Em 14 de novembro, após faltar em diversas gravações e complicar-se por problemas decorrentes do uso de drogas, a direção remove Fábio Assunção da novela apenas um mês depois da estreia. Na época, Fábio foi internado em uma clínica de reabilitação de narcóticos no Rio de Janeiro para tratar de sua dependência química, sendo pago pela emissora. Para explicar o retiramento de seu personagem, que era um dos centrais da trama, Miguel Falabella escreveu cenas em que Heitor descobria os planos da máfia chinesa e era morto por eles. Para suprir a falta do personagem no triângulo amoroso principal, o personagem de Rodrigo Mendonça foi alçado à antagonista, e Dalton Vigh entrou na trama em 17 de janeiro de 2009, para fazer um contrapeso no relacionamento de Lívia e João.

## Recepção
O jornalista Fábio Costa elogiou o desempenho de Grazi Mazzafera na novela afirmando que a atriz "demonstrou segurança e não comprometeu o resultado", e que o público havia aprovado o casal formado por ela e Ricardo Pereira. Elogiou ainda o bom empenho de outros atores, como os portugueses Joaquim Monchique, Carla Andrino e Maria Vieira, e os trabalhos de Luciana Braga e Bruna Marquezine. Por outro lado, o jornalista criticou a trama, que considerou "confusa, hesitante entre o drama e a comédia". Em 2022, o site Mensagens com Amor, para comemorar os setenta anos de telenovelas no Brasil, listou Negócio Da China entre as 50 Melhores Novelas da Globo, elogiando a trama, como sendo "uma comédia romântica que traz em seus capítulos muito romantismo e ação, com cenas de muito kung fu".

## Exibição
Com o horário de verão, a TV Globo resolveu mudar o horário de transmissão das novelas, deixando a trama de Miguel Falabella para ser exibida às 18h30 a partir da segunda-feira, dia 27 de outubro. A abertura de Negócio da China é feita diferentemente das tramas normais. Jui Huang, que é o protagonista que movimenta a trama, é creditado apenas no final, enquanto Anderson Lau é creditado no meio, sendo que ele é o antagonista principal. O ator Ricardo Pereira é creditado como coadjuvante após Thiago Fragoso e Herson Capri, sendo que ele também é protagonista da novela e os dois são co-protagonistas. A abertura mostra cenas de Liu Chuang, personagem de Jui Huang, lutando pelo pen-drive com vários chineses a mando de Wu, personagem de Lau, embalado pela música "Lig Lig Lig Lé", de Oswaldo Santiago e Paulo Barbosa (já interpretada por Adriana Calcanhotto), na voz do cantor Ney Matogrosso.

## Audiência
O primeiro capítulo marcou uma média de 30 pontos com picos de 32 e share de 67,7%, representando um aumento de 5 pontos em relação à estreia da trama anterior, Ciranda de Pedra, que marcara 25 pontos. Uma semana após a estreia, Negócio registrava média de 18 pontos, perdendo no total de 43% de sua audiência. Ao longo da exibição a audiência continuou caindo, ficando entre 15 e 20 pontos, representando uma queda pela metade dos índices. Seu último capítulo marcou 23 pontos. Teve uma média geral de 20 pontos, sendo o pior desempenho de novelas das seis da emissora até então..

## Música
Negócio da China é uma trilha sonora condizente à novela de mesmo título, exibida pela TV Globo. O álbum foi lançado em 13 de novembro de 2008.
Lista de faixas
| N.º | Título                                       | Artista                              | Duração |  |
| 1.  | "Xi Shua Shua" (Tema de Liu)                 | The Flowers                          | 3:43    |  |
| 2.  | "Samba da Zona" (Tema geral)                 | Mariana Baltar                       | 3:25    |  |
| 3.  | "Eu Amo Você" (Tema de Lívia e João)         | Tim Maia                             | 3:31    |  |
| 4.  | "Lugar Comum" (Tema de Joelma)               | Sérgio Mendes e Jovanotti            | 3:16    |  |
| 5.  | "Ainda Gosto Dela" (Tema de Diego e Celeste) | Skank e Negra Li                     | 3:42    |  |
| 6.  | "Tempo de Estio" (Tema de Liu e Flor de Lys) | Jammil e Uma Noites e Caetano Veloso | 3:20    |  |
| 7.  | "Deixa Quieto" (Tema de Denise)              | Gabriel o Pensador                   | 3:47    |  |
| 8.  | "Devaneio" (Tema de Júlia e Adriano)         | Jorge Vercillo                       | 3:45    |  |
| 9.  | "Mais Alguém" (Tema de Diego e Antonella)    | Roberta Sá                           | 3:45    |  |
| 10. | "Vidro Fumê" (Tema de Edmar e Maralanis)     | Ricky Vallen                         | 3:20    |  |
| 11. | "De Volta Pro Amor" (Tema de Lívia e João)   | Yahoo                                | 3:24    |  |
| 12. | "Burguesinha" (Tema de Abigail)              | Seu Jorge                            | 3:15    |  |
| 13. | "Alguém como Tu" (Tema de Luli e Zé Boneco)  | Dick Farney                          | 3:31    |  |
| 14. | "Simples Carinho" (Tema de Lívia e Otávio)   | Gal Costa                            | 3:38    |  |
| 15. | "O Moço Velho" (Tema de Evandro)             | Toni Platão                          | 3:27    |  |
| 16. | "Lig Lig Lig Lé" (Tema de abertura)          | Ney Matogrosso                       | 3:31    |  |